# Goldstraße 8 (Quedlinburg)

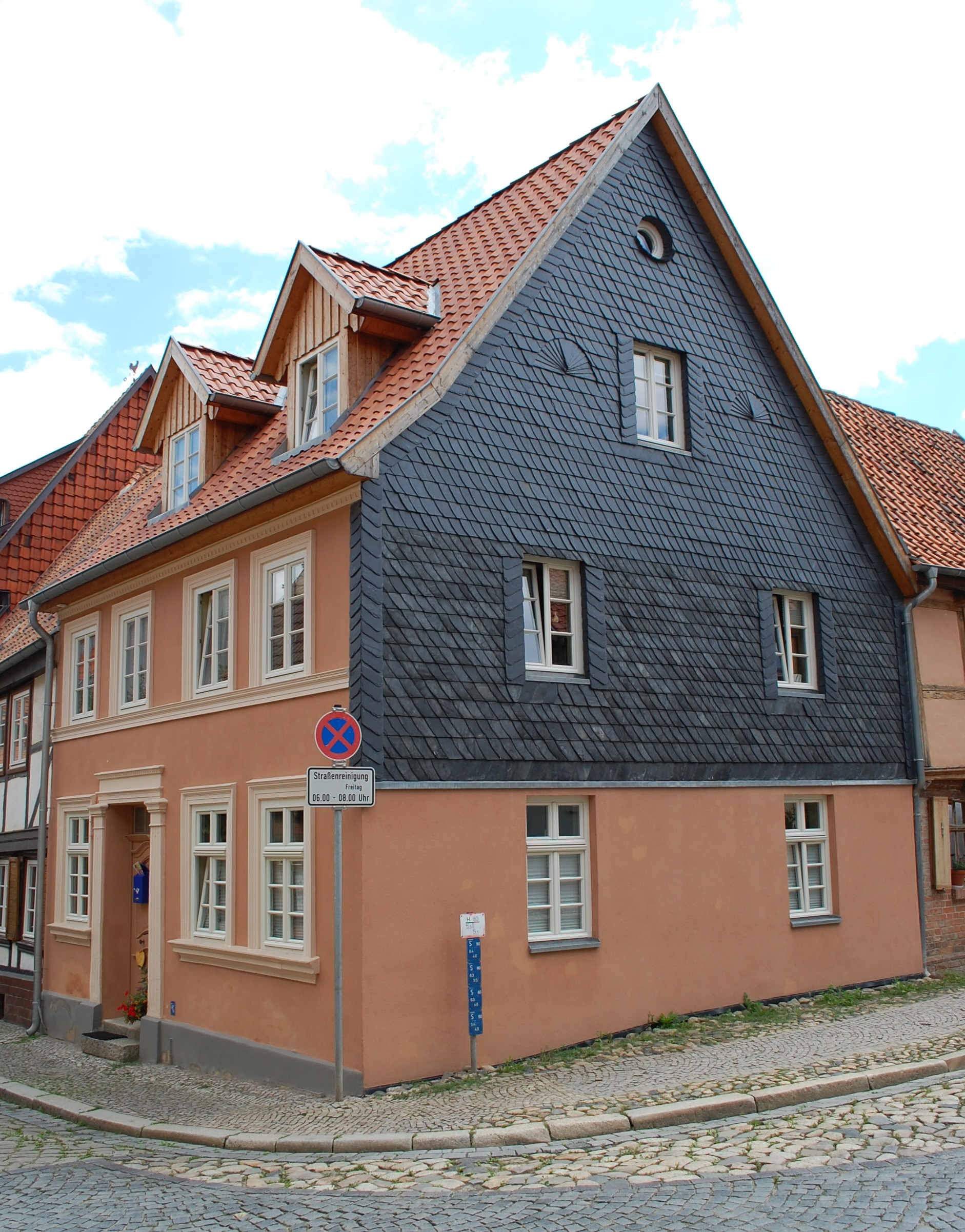
Goldstraße 8

Das Haus Goldstraße 8 ist ein denkmalgeschütztes Gebäude in Quedlinburg in Sachsen-Anhalt. Es gehört zum UNESCO-Weltkulturerbe.

## Lage
Das im Quedlinburger Denkmalverzeichnis eingetragene Haus befindet sich im nördlichen Teil der Quedlinburger Altstadt auf der Südseite der Goldstraße, an der Ecke zu Straße Neuendorf. An der Ostseite grenzt das gleichfalls denkmalgeschützte Haus Goldstraße 7 an.

## Architektur und Geschichte
Das Fachwerkhaus präsentiert sich nach Umbauten in der Zeit um 1750 und 1820 mit seiner der Goldstraße zugewandten Fassade im Stil des Klassizismus. Der Westgiebel ist der Straße Neuendorf zugewandt und mit Schiefer verkleidet, wobei die Schieferziegel zum Teil in Schmuckformen angeordnet sind.
Die Haustür des Gebäudes stammt vom älteren Bau, sie ist asymmetrisch geteilt und im Stil des Rokoko gestaltet.